# ضريبة العقارات في الولايات المتحدة
الضريبة العقارية في الولايات المتحدة هي الضريبة المفروضة على نقل ملكية «العقارات الخاضعة للضريبة» من شخص متوفى، سواء كانت يتم نقلها هذه الممتلكات بوصية، وفقًا لقوانين الوصاية في الولاية أو خلاف ذلك وقوع حادث مثل وفاة المالك، ونقل ملكية التركة بلا وصية، أو دفع بعض فوائد التأمين على الحياة أو مبلغ الحساب المالي للمستفيدين. الضريبة العقارية جزء من ضرائب الهدايا الموحد ونظام الضرائب العقارية في الولايات المتحدة. أما الجزء الآخر من النظام، هو ضريبة الهديا، وتفرض ضريبة على نقل الممتلكات خلال حياة الشخص، وضريبة الهديا تمنع التهرب من الضريبة العقارية فينبغي على الشخص أن يعطي ممتلكاته.
بالإضافة إلى الحكومة الاتحادية، العديد من الولايات تفرض ضريبة على العقارات، مع إصدار اسم الولاية عليها، وتسمي إما الضريبة العقارية أو ضريبة التركات. معارضو الضرائب العقارية يسمونها «ضريبة الموت».
إذا تم ترك رصيد لأحد الزوجين أو مؤسسة خيرية معترف بها فدراليًا، فلا تُتطبق الضريبة. بالإضافة إلى ذلك، إذا وصل إلى 5,250,000 $  يمكن أن تعطى من قبل فرد، قبل/بعد وفاتهم، دون تكبد ضريبة الهديا أو الضرائب العقارية الفيدرالية.